# Woodcrest (Kalifornien)
Woodcrest ist ein Census-designated place im Riverside County im US-Bundesstaat Kalifornien, Vereinigte Staaten. Das U.S. Census Bureau hat bei der Volkszählung 2020 eine Einwohnerzahl von 15.378 ermittelt. Das Stadtgebiet hat eine Größe von 29,552 km².
Die benachbarte Stadt Riverside listet Woodcrest als Kandidaten für eine künftige Eingliederung.

## Geografie
Woodcrest liegt im Nordwesten des Riverside Countys in Kalifornien in den USA. Der Ort grenzt im Nordwesten, Norden und Osten an Riverside und im Süden an gemeindefreies Gebiet. Ein Stück südwestlich liegt der Lake Mathews.
Der Ort erstreckt sich auf eine Fläche von 29,552 km², die komplett aus Land besteht. Das Zentrum von Woodcrest liegt auf einer Höhe von 468 m; andere Bereiche des Ortes liegen jedoch auf 610 m.
Reiterei spielt eine wichtige Rolle in der Gemeinde und zahlreiche Bewohner besitzen eigene Ranches und Pferde. Aktuell werden hier jedoch neue Häuser vor allem aufgrund der wachsenden Bevölkerung im benachbarten Riverside gebaut.

## Geschichte
Ursprünglich war das Land um das heutige Woodcrest herum im späten 19. Jahrhundert von Getreidebauern besiedelt. 1894 war die Einwohnerzahl so hoch gestiegen, dass eine eigene Schule für das Gebiet eröffnet wurde.
1905 wurde das Land erstmals unterteilt, sodass der Oak Glen Tract entstand. Im April 1924 wurde der Ortsteil House Heights gebildet, im Mai folgte hierauf Fertile Acres und im Februar 1926 Woodcrest Acres. Im späteren Verlauf des Jahres 1926 wurde das erste Postamt für das Gebiet gegründet; dieses bekam auch den Namen Woodcrest. Obwohl das Postamt schon 1936 wieder schloss, wurde fortan der Name Woodcrest für die Ländereien verwendet.
Mit der Gründung des Western Municipal Water Districts 1955 durch die Wähler in Riverside, Corona und Lake Elsinore wurde Wasser auch für die Bewohner der Gebiete um Woodcrest herum günstiger. Die Bewohner begannen, die Landwirtschaft zu diversifizieren. Obwohl der Obstanbau in Riverside weniger wurde, expandierte er nun in Woodcrest.
In den 1980er Jahren ging die Landwirtschaft auch in Woodcrest zurück. Grund hierfür waren die höhere Bevölkerungsdichte und die Verfügbarkeit von günstigerem Land. Heute haben die meisten Orangenplantagen der Weiterentwicklung Platz gemacht. Die Zitrusindustrie, die die Gründung von Riverside und den umliegenden Gemeinden erst ermöglicht hatte, ist mittlerweile nahezu komplett verschwunden.

### Etymologie
Wood war der Name oder Teil der Namen von vielen berühmten Anwohnern im Gebiet, Crest leitet sich vom ursprünglichen Bereich Woodcrest Acres ab, der auf der höchsten Erhebung in der Umgebung lag. Susan Wood besaß Immobilien um die heutige Wood Road herum, die seit 1916 nach ihr benannt ist. John C. Woodard besaß 0,65 km² Land bei der heutigen Washington Street. Viele Jahre lang wurde eine der Hauptstraßen von Riverside nach Woodcrest Woodard Grade oder Woodward Grade genannt, doch der Name wurde später nicht mehr verwendet. Den Namen Wood trugen zudem die Immobilienhändler Marie und Charles Wood.

## Politik
Woodcrest ist Teil des 31. und 37. Distrikts im Senat von Kalifornien, die momentan vom Demokraten Richard Roth beziehungsweise dem Republikaner Mimi Walters vertreten werden, und dem 64. Distrikt der California State Assembly, vertreten vom Demokraten Isadore Hall, III. Des Weiteren gehört Woodcrest Kaliforniens 44. Kongresswahlbezirk an, der einen Cook Partisan Voting Index von D+32 hat und von der Demokratin Janice Hahn vertreten wird.